# Illa de Caldey

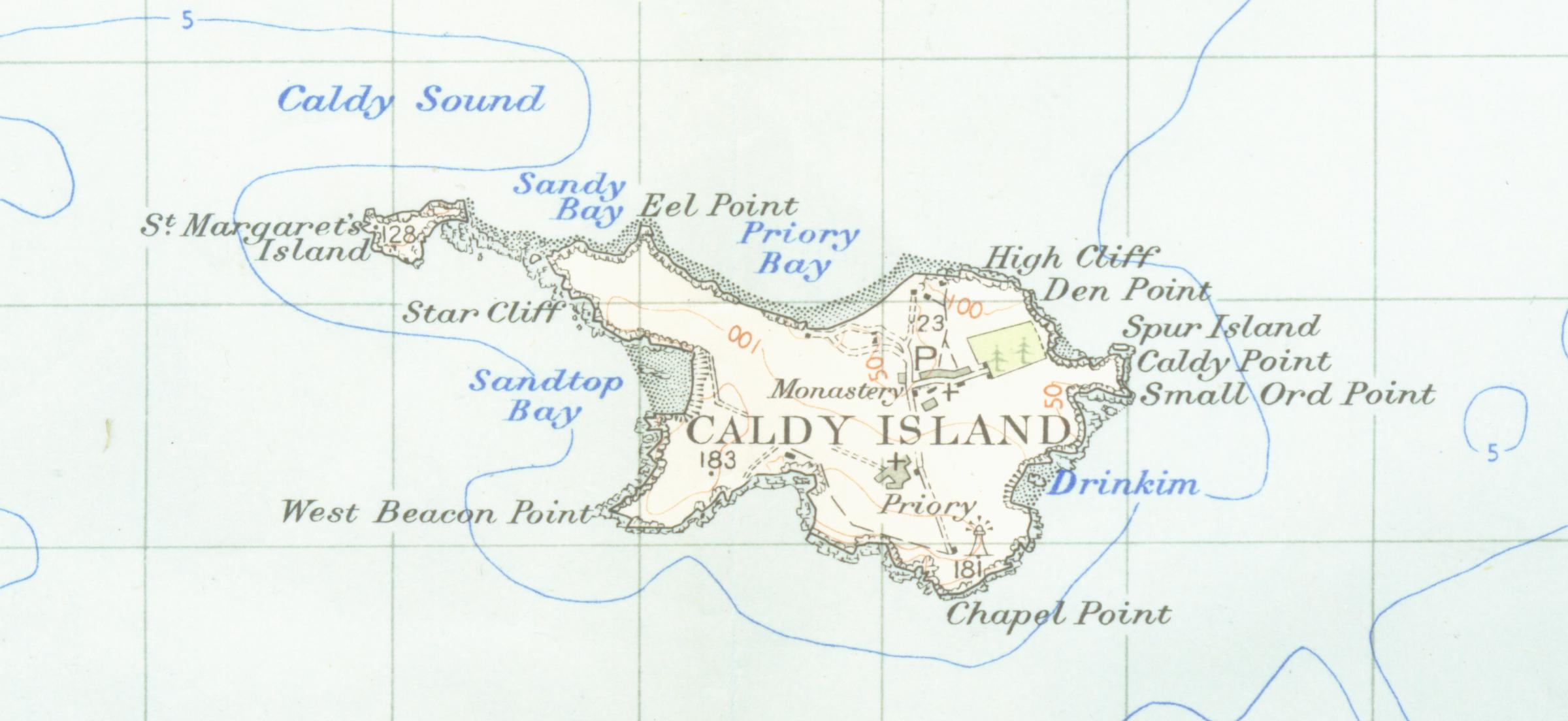
Mapa de l'Illa de Caldey, 1952

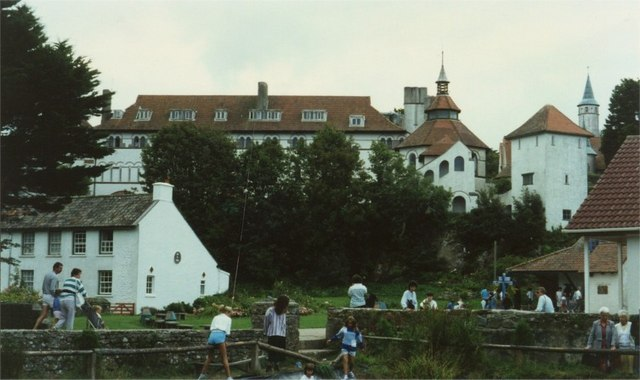
Monestir del Cister a Caldey

L'illa de Caldey (en idioma gal·lès: Ynys Bŷr, en anglès: Caldey Island) és una petita illa enfront de la costa sud-oest de Gal·les, prop de Tenby a Pembrokeshire. Té una història de més de 1500 anys, és una de les Illes sagrades de Gran Bretanya (Holy islands of Britain) i té tradicions heretades dels pobles celtes que continuen en els monjos cristians del Cister que són els seus principals habitants actualment.
Està a un km de l'illa de Gran Bretanya però normalment s'hi accedeix per barca des de Tenby que es troba auns 4 km.
Té 40 residents permanents i un nombre variable de monjos cistercencs, amb origen d'una emigració de Bèlgica a principi del segle xx. Actualment aquests monjos tenen vaques lleteres i produeixen diversos productes com formatge o perfums.

## Origen del nom
El nom Caldey (de vegades escrit, "Caldy") deriva del nom Viking,: kald ey, l'¡¡illa freda. En idioma gal·lès l'illa es coneix com a Ynys Bŷr, per Saint Pyr, un abat del segle vi.

## Història
S'hi va fundar un monestir celta al segle vi i l'illa va ser pròspera a l'Edat Mitjana. Per la conquesta normanda, Robert fitz Martin, Lord de Cemais, donà l'illa a la seva mare Geva. El monestir va durar fins a la dissolució dels monestirs del 1536. L'actual abadia va ser construïda el 1910 per monjos anglicans i per problemes financers va ser venut als del Cister el 1929. El monestir anglicà era d'un clar estil Arts and Crafts i va ser projectat per John Coates Carter.

## Geografia
Caldey fa 2,4 km de llargada i 1,6 km d'amplada màxima, amb una superfície de 2,18 km². El seu punt més alt fa 60 m. Aquesta illa es troba a Carmarthen Bay a la part nord del Bristol Channel al comtat de Pembrokeshire.
L'illa de Caldey consta de dues illes: Caldey Island i Little Caldey Island. Té unes 200 hectàrees de terra llaurable i produeix verdures per a la ciutat de Cardiff

## Clima
La temperatura mitjana anual és de 10,2 °C la del mes més fred (desembre gener i febrer tenen la mateixa temperatura) és de 5,5 °C i la del mes més càlid (juliol) és de 16,5 °C.

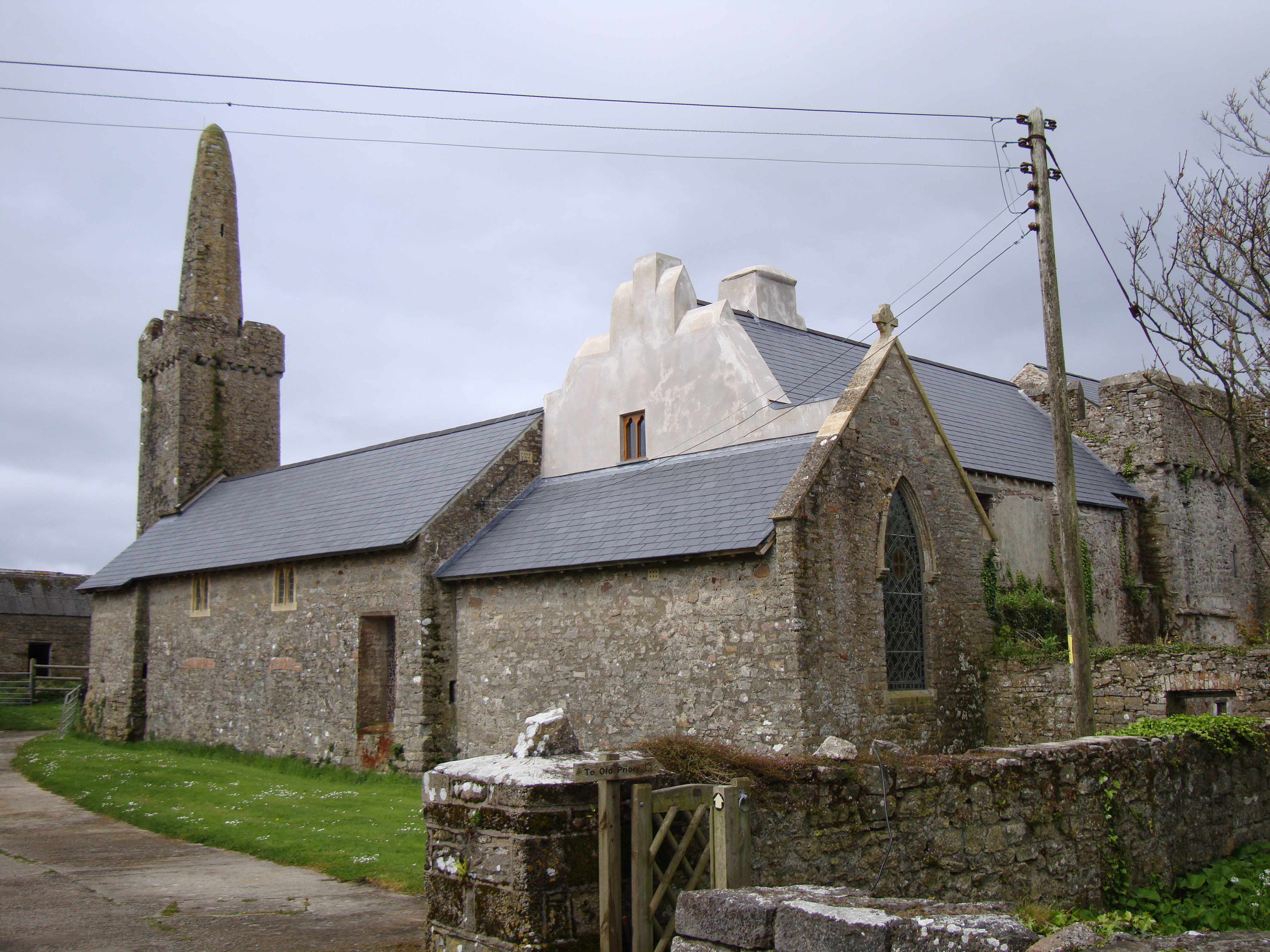
Priorat de l'Illa Caldey

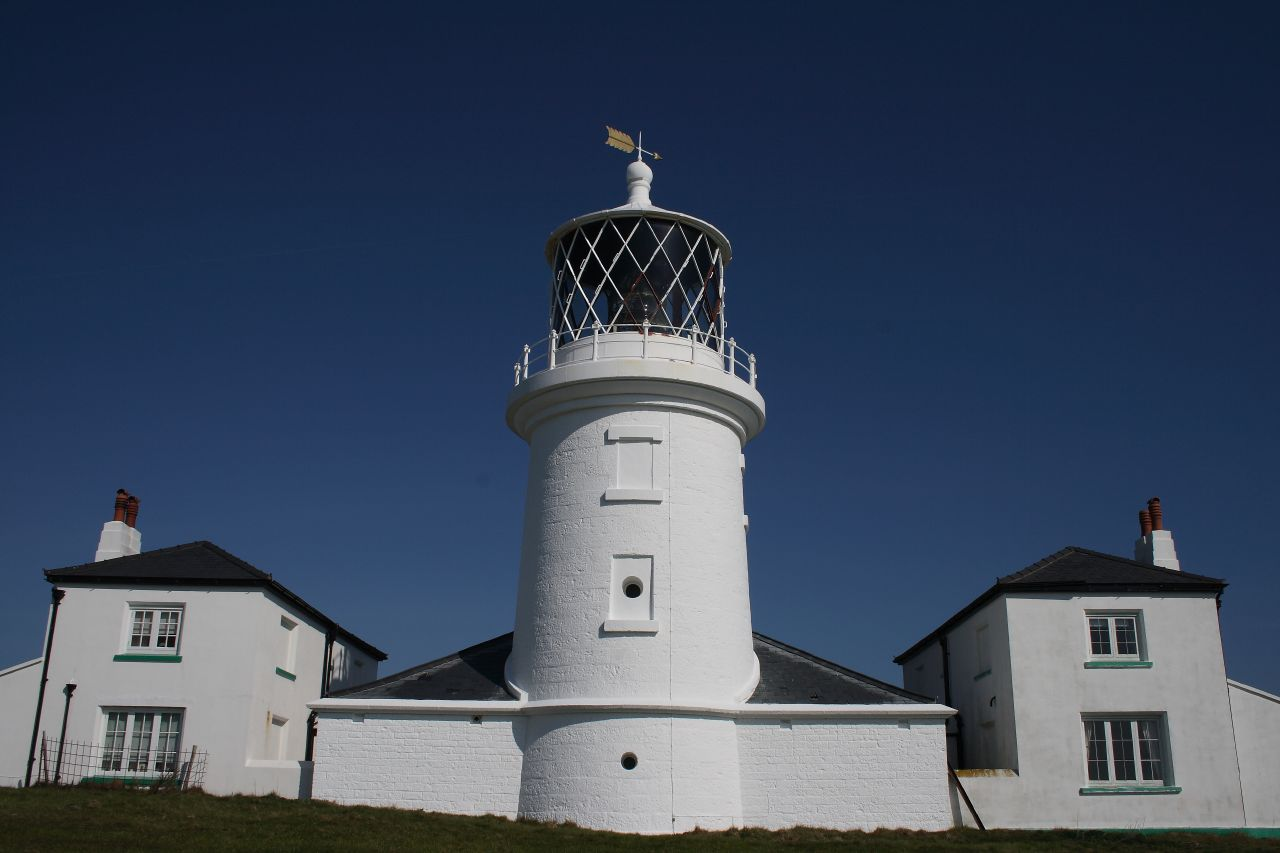
Far de l'Illa Caldey